# デビッド・ベッカム
- デビッド・ベッカム
- デイビッド・ベッカム
- デービッド・ベッカム
- デヴィッド・ベッカム
- デイヴィッド・ベッカム

サー・デビッド・ロバート・ジョゼフ・ベッカム OBE（Sir David Robert Joseph Beckham OBE、1975年5月2日 - ）は、イングランドの元サッカー選手。元イングランド代表。現役時代のポジションはミッドフィールダー。
FIFA最優秀選手賞では2位に2度選出され、2004年に初めて最も収入を得たサッカー選手となり、イギリス人として初めてUEFAチャンピオンズリーグ100試合出場を達成した。
2000年11月15日から、2006 FIFAワールドカップまで、58試合でイングランド代表のキャプテンを務めた。その後も代表に選ばれ、2008年3月26日に行われたフランス戦で100キャップ目を記録した。
1999年にスパイス・ガールズのヴィクトリア・ベッカム（旧姓アダムス）と結婚した。
2025年には、ナイトの爵位が授与された。
現在は、MLS・インテル・マイアミCFの共同オーナーを務めている。

## 生い立ち
1975年5月2日、ロンドン北東部に位置する下町レイトンストーンに配管工（鉛管工）の父と美容師の母サンドラの間に長男として生まれた。後に一家はさらに北へ行ったチングフォードに引っ越し、ベッカムはここで少年時代を過ごしている。兄弟は、姉のリン（1972年 - ）と妹のジョアン（1980年 - ）がいる。ベッカムの母方の祖父はユダヤ人であり、ベッカムは自身を「半分ユダヤ人（"half Jewish"）」として言及し、自叙伝には「たぶん、私はどの他のどの宗教よりユダヤ教との接触が多かっただろう」と記述している。2007年のインタビューで、ベッカムは以下のようなことを話している。「学校で先生たちが『大きくなったら何になりたいの？』と聞かれるたびに『サッカー選手』と答えていた。するとどの先生も『いえ、実はどんなお仕事がしたいかを聞いているのだよ』と言われてしまう。でも俺は将来サッカー選手になりたいとだけ考えていた」。1982年に地元の創設まもないリッジウェイ・ローヴァーズ（現在のブリムズダウン・ローヴァーズFC）に入団。ベッカムは3シーズンで115試合に出場し101得点を挙げ、1986年にはスパイシーFCから誘いも受けたが、時期尚早との判断で最終的に6年間在籍した。並行して学校での試合にも参加し、ベッカムは地区と州の代表に選出されている。また1985年と1986年にボビー・チャールトンが主宰する全国規模のサッカースクールに参加しており、1986年には実施された技術テストでロンドン地区で優勝し、マンチェスター・ユナイテッドFCの旧練習場とオールド・トラッフォードで行われた決勝戦では過去6年間での最高得点を挙げ優勝した。ちなみに入賞の賞品は、バルセロナでの2週間の合同練習であった。
ロンドン北部のいくつかのクラブから誘いを受け、近所のトッテナム・ホットスパーの養成スクールにも毎週月曜日に通っていたが、1988年5月2日にマンチェスター・ユナイテッドFCの学生準会員となり、1989年8月に晴れて学生会員となった。1991年7月8日に契約金29.50ポンド＋週給10ポンドの手当で練習生の契約を結んだ。

## クラブ経歴

### 練習生・レンタル時代
1992年5月、練習生1年目の17歳以下の選手が中心に構成されたチームはFAユースカップを優勝。当初はフィジカルに難があったベッカムは外れていたが、最終的に右サイドハーフを担当していたキース・ギレスピーが前線へ移動したことで出場機会に恵まれ、決勝のクリスタル・パレス戦の2ndレグでは1得点を挙げチームの優勝に貢献した。翌年の同大会も決勝まで駒を進めたが、リーズ・ユナイテッドAFCに敗れて準優勝。同時期の選手達は揃ってリザーブチームに昇格し、Aリーグとセントラル・リーグで優勝するという20年ぶりの快挙を成し遂げた。この頃、エリック・カントナが練習相手としてクロスを蹴らせていたところ、ファーガソン監督がその光景を見て、そのクロスの精度の高さにトップで起用することを決めた。
1992-93シーズン、9月23日に行われたリーグカップのブライトン・アンド・ホーヴ・アルビオンFC戦に後半から途中出場し、トップデビューを果たす。1993年1月23日にプロ契約を結び、翌シーズンも序盤にレギュラー選手の休養に乗じてリーグカップに数回出場。1994年12月7日のUEFAチャンピオンズリーグ、第6節のガラタサライ戦に先発出場すると、トップチームでの自身初の得点を挙げた。
1994-95シーズン、経験を積むために1か月間のレンタル移籍で、当時リーグ2所属のプレストン・ノースエンドに加入。当時の監督ギャリー・ピーターズの指示でフリーキックとコーナーキックを任せられ、5試合に出場し（1試合は途中出場、チームは3勝2分）、フリーキックとオリンピックゴールで2得点を挙げた。故障者が続出していたユナイテッドに復帰すると、1995年4月2日のリーズ戦にスターティングメンバーとして出場し、プレミアリーグデビューを果たした。

### マンチェスター・ユナイテッド
ユナイテッドの監督であるアレックス・ファーガソンは、クラブの若手選手に大きな期待を寄せており、ベッカムはニッキー・バット、ガリーとフィルのネヴィル兄弟らとともに、1990年代にファーガソンが連れてきた「ファーガソンのひな鳥」と呼ばれる選手たちの一人であった。1994-95シーズンを最後に、ポール・インスやマーク・ヒューズ、アンドレイ・カンチェルスキスといった経験豊富な選手がクラブを去ったが、ファーガソンは、スター選手たちが移籍した代わりに、他のクラブの有名な選手（ユナイテッドは夏にダレン・アンダートン、マルク・オーフェルマルス、ロベルト・バッジョの獲得を試みたが契約には至らなかった）を獲得するのではなく、クラブの下部組織出身の選手を代わりに起用することを決めると、多くの批判を招いた。ベッカムはゴールを決めたが、開幕戦でアストン・ヴィラFCに1-3で敗れ、アラン・ハンセンの「子供ばかりでは勝てない」という言葉に象徴されるように多くの者がリーグでのユナイテッドの苦戦を予想したものの、その後6連勝をし、若手選手たちは好パフォーマンスを披露した。
ベッカムはすぐに右サイドハーフのポジションを掴み、FAカップ準決勝のチェルシーFC戦でゴールを決め、決勝戦ではエリック・カントナのゴールをアシストするなどの活躍をし、クラブのリーグとFAカップのタイトル獲得に貢献した。ベッカムが初めて獲得したタイトルは、新年まで10ポイントの差を付けられていたニューカッスル・ユナイテッドFCを逆転して得たものであった。
マンチェスター・ユナイテッドでレギュラーとしてプレイし、活躍もしていたがEURO96以前に代表に招集されることはなかった。
1996-97シーズン開幕前に背番号10番を与えられた。1996年8月17日のプレミアリーグ開幕戦のウィンブルドンFC戦でハーフウェイライン手前から、ゴールキーパーの頭上を越えるロングシュートを決め、ベッカムの名前はイングランド中に知れ渡った。ベッカムはプレミアリーグ連覇を達成したチームの不動のレギュラーであり、シーズン終了後にはPFA年間最優秀若手選手賞を受賞した。
1997年5月18日にエリック・カントナが現役引退を発表し、テディ・シェリンガムがクラブに加入したことに伴い、ベッカムは10番をシェリンガムに譲り、カントナが付けていた7番を背負うことになった。ファンの中には、カントナ引退後には7番を永久欠番にすることを望む人もいた。
1997-98シーズンも好スタートを切ったが、シーズン後半に失速しアーセナルFCに次いで、2位でシーズンを終えた。
1998-99シーズン、クラブはプレミアリーグとFAカップ、チャンピオンズリーグのトレブルを達成し、ベッカムもその一員であった。ワールドカップ終了後で特に多くの批判を浴びていた時期であり、様々な臆測が飛び交ったが、ベッカムはマンチェスター・ユナイテッドに残留するという決断を下したのであった。
リーグのタイトルを獲得するためには最終戦でホームのトッテナム・ホットスパーFC（ライバルクラブであるアーセナルの連覇を阻止するために、容易に負けるのではないかと言われていた）戦で勝利する必要があったが、開始早々にトッテナムがリードを奪った。その後ベッカムが同点ゴールを決め、チームは逆転で勝利し、リーグ優勝を果たした。

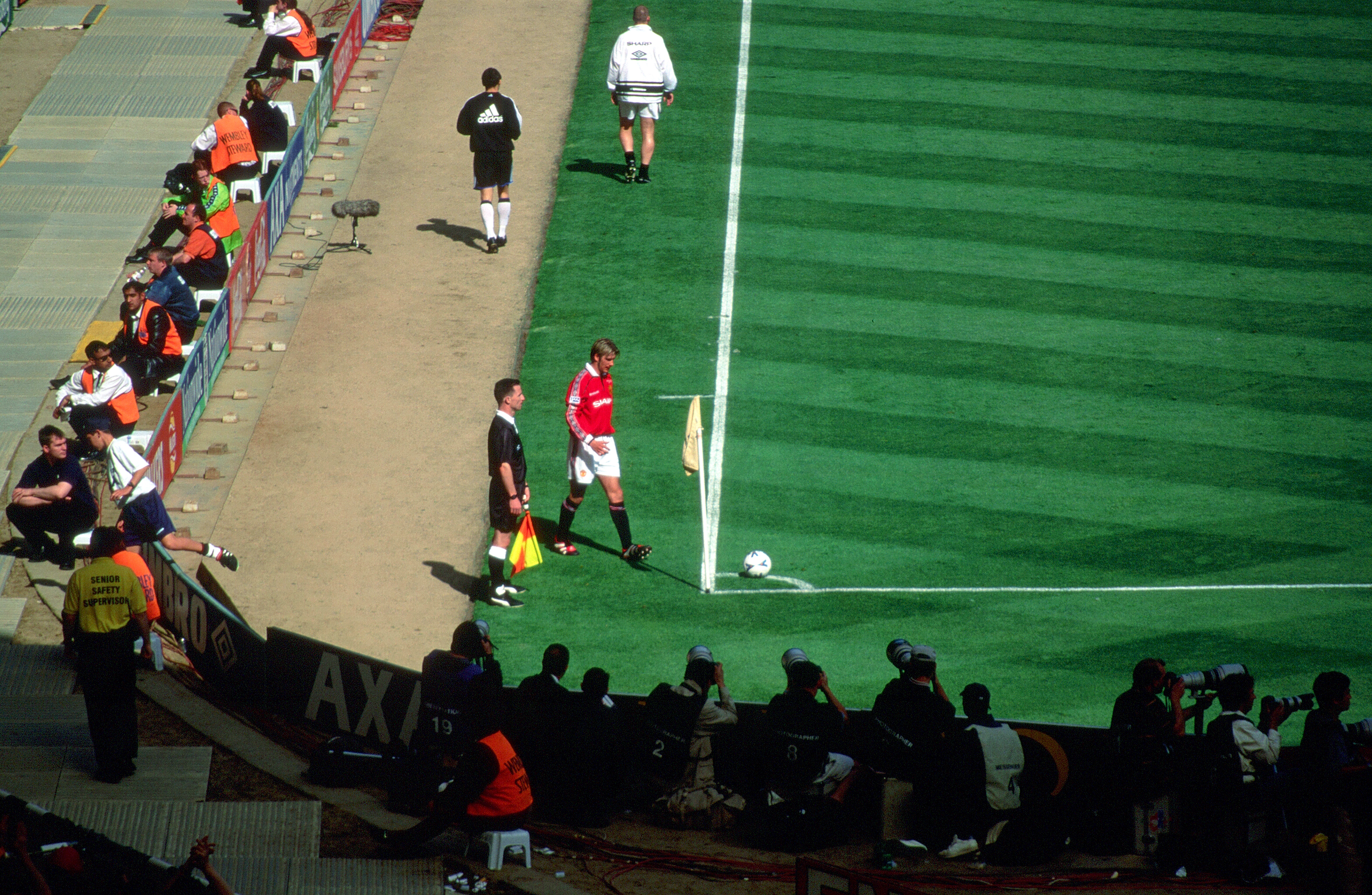
1999年のFAカップ決勝でコーナーキックを蹴る前のベッカム

FAカップ決勝のニューカッスル・ユナイテッドFC戦とチャンピオンズリーグ決勝のバイエルン・ミュンヘン戦は、本来の選手が出場停止であったため、センターハーフのポジションで出場した。チャンピオンズリーグは試合終了間際まで0-1でリードされていたが、ロスタイムに2ゴールを挙げ、トロフィーを勝ち取った。2ゴールともベッカムのコーナーキックをきっかけに生まれたものであった。これらのアシストやシーズンを通して見せた活躍が評価され、バロンドールとFIFA最優秀選手賞では、いずれもリバウドに次いで2位に選出された。
FIFAクラブ世界選手権のクルブ・ネカクサ戦で故意のファールで退場処分を受けた後にも批判を浴びた。プレスの間では、妻が悪い影響を与えており、ベッカムを売ることがユナイテッドにとってプラスになるのではないかと囁かれるようになった。しかし、監督は彼を支持しクラブに留まることになった。1999-2000シーズン中には、イタリアのユヴェントスへの移籍の話があったが、結局は何も起こらなかった。
しかし、ベッカムがサッカーから離れたところから名声を得始めたことによって、2000年の初めからファーガソンとベッカムの関係は悪化し始めた。2000年にベッカムは嘔吐下痢症に感染した息子のブルックリンを看病するために練習を欠席する許可を得たが、ファーガソンは、同日にロンドン・ファッション・ウィークのイベントで写真撮影をされていたヴィクトリア・ベッカムが子どもの看病をすればベッカムは練習に参加することが出来たと激怒し、ベッカムに対してクラブでの最大の罰金（2週間分の給料、ベッカムの場合は50,000ポンド）を科し、ユナイテッドのライバルであるリーズとの重要な試合のメンバーから外した。ファーガソンは後に自叙伝の中で、「チームメイトに対してフェアではなかった」として批判し、ベッカムを非難した。しかし、ユナイテッドは記録的な差でリーグのタイトルを獲得し、ベッカムもタイトル獲得に貢献した。
「結婚するまで彼は何の問題もなかった。夜にはよくアカデミーでコーチをしたりと素晴らしい若者だった。しかし、結婚によってエンターテイメントシーンへ入ってしまったことが問題だった。その瞬間から彼の生活は決して以前のようにはならなくなってしまったし、彼はそのような有名人になってしまった。サッカーはそのほんの一部に過ぎない」（アレックス・ファーガソンが2007年にベッカムの結婚について語った言葉）
ベッカムは連覇に貢献し、1999-2000シーズンは、2位のアーセナルに18ポイント差を付けて優勝し、残り11試合を11連勝で飾り首位を快走した。連勝中にベッカムは5ゴールを挙げ、シーズンを通して6ゴール、全公式戦で8ゴールを記録した。
ベッカムは3連覇を達成した2000-01シーズンのユナイテッドの中心選手であった。ベッカムはリーグ戦で9ゴールを挙げた。
2002年4月10日、チャンピオンズリーグのデポルティーボ・ラ・コルーニャ戦で左足の第二中足骨を骨折した。怪我をさせた選手がイングランドがワールドカップで対戦することになっているアルゼンチンのアルド・ドゥシェルであったため、イギリスのメディアの間では故意に負わせた怪我ではないかとの臆測が生まれた。怪我により、ベッカムは残りのシーズンを棒に振り、クラブもリーグのタイトルを逃した。大部分は彼への肖像権料の支払いの割合についてであったが、数か月に及ぶ交渉の末、3年間の契約延長にサインした。新しい契約による給料の増加と広告収入により、ベッカムは世界で一番収入を得ているサッカー選手となった。
2001-02シーズンは、ユナイテッドの選手として、ベッカムにとっての最高のシーズンであった。リーグ戦28試合に出場し11ゴール、全公式戦42試合に出場し16ゴールの成績を残した。
怪我から回復して迎えた2002-03シーズンであったが、オーレ・グンナー・スールシャールがベッカムに代わって右サイドでプレイしており、以前のようにポジションを得ることが出来なかった。監督との関係も2003年2月15日に行われたFAカップのアーセナル戦後に悪化。ドレッシングルームで敗退に怒ったファーガソンがスパイクを蹴り上げ、それがベッカムの目の上を直撃し、縫合が必要な傷を負ってしまった。この事件をきっかけとして、多くの移籍の噂が巻き起こり、ブックメーカーは、ベッカムとファーガソンのどちらが先にクラブを去るかを対象とした賭けを始めた。チームは低調なスタートを切ったが、12月頃から立ち直り、リーグ優勝を果たした。ベッカムは全公式戦を通して52試合に出場し、11ゴールを挙げた。
ベッカムは、イングランド代表ではレギュラーとしてプレイし続けており、6月13日にOBEを受勲した。
プレミアリーグで265試合に出場し、61得点、チャンピオンズリーグでは81試合に出場し、15得点の成績を残した。6度のリーグ優勝と2度のFAカップ優勝、チャンピオンズリーグとインターコンチネンタルカップ、FAユースカップのタイトルを12年間の間に獲得した。

### レアル・マドリード

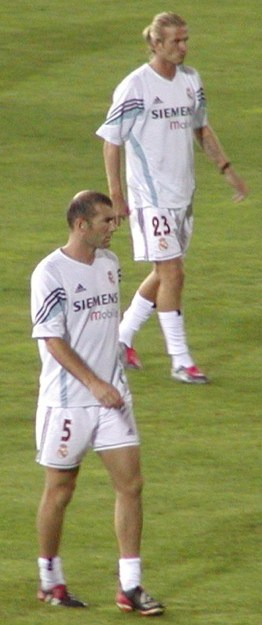
レアル・マドリード時代のベッカムとチームメイトであったジダン（2003年）

2003年、ジョアン・ラポルタがFCバルセロナの会長に立候補した際、ベッカムの獲得を公約に掲げた。マンチェスター・ユナイテッドはFCバルセロナへの移籍を望んでいたが、ベッカムはレアル・マドリードを選択し、4年間の契約を結んだ。移籍金は約3500万ユーロだとされている。手続きは2003年7月1日に完了し、ローリー・カニンガム、スティーブ・マクマナマンに続いて、レアル・マドリードでプレイするイギリス人のサッカー選手となった。
マンチェスター・ユナイテッドとイングランド代表では7番を付けていたが、クラブのキャプテンであるラウル・ゴンサレスが付けている背番号であったため、7番を選ぶことはできず、23番を選択した。その選択の理由は、尊敬するバスケットボール選手のマイケル・ジョーダンが付けていた番号であるからだと報道された。ロサンゼルス・ギャラクシーへの移籍会見時には「背番号はマドリード時代と同じ23が良い。マイケル・ジョーダンを尊敬しているし、アメリカでは特別な番号だ」と語った。しかし、のちに本人が「空いている番号でどれでもよかった」と語っている。
2003-04シーズン、レアル・マドリードは4位でシーズンを終了し、チャンピオンズリーグでも準々決勝で敗退したが、ベッカムは開幕戦でのゴールを含め、最初の公式戦16試合で5得点を挙げ、すぐにサポーターのお気に入りとなった。しかし、リーグかチャンピオンズリーグのいずれかのタイトルを獲得することを望んでいた会長の期待には応えることは出来なかった。また、このシーズンからは、チーム事情により、センターハーフでのプレーが主だった。
2004-05シーズン、チームは無冠に終わる。移籍後は主にセンターハーフでプレーしていたが、冬にトーマス・グラベセンが加入したことと監督であったヴァンデルレイ・ルシェンブルゴとルイス・フィーゴの確執に伴い、2005年に入ってからはフィーゴに代わって右サイドハーフとして出場する機会が増えた。右サイドで出場した2005年のエル・クラシコではマイケル・オーウェンへのアシストを含め2アシストを記録し、移籍後最高のパフォーマンスと称される活躍をして4-2の勝利に貢献した。その後も右サイドハーフとして出場を続け好パフォーマンスを披露し、リーグで最も多くのアシストを記録した選手となった。
2005-06シーズンは、フィーゴの移籍に伴い右サイドハーフに定着したが、優勝したバルセロナに12ポイント差を付けられての2位に終わり、チャンピオンズリーグでは、アーセナルFCに決勝トーナメント1回戦で敗れた。

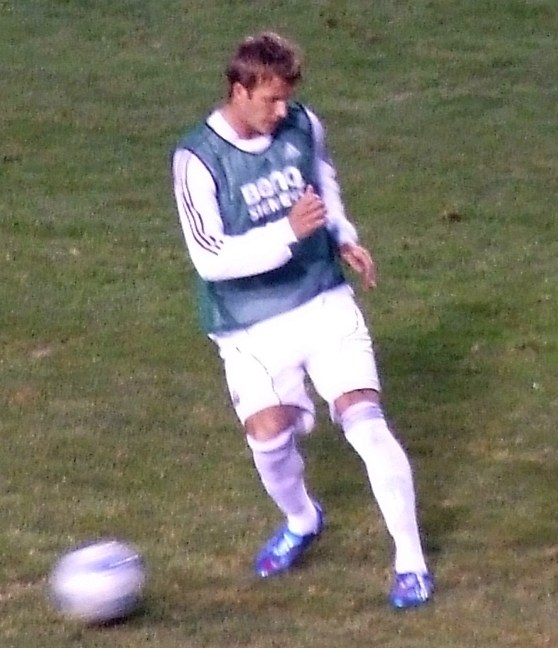
ウォーミングアップをするベッカム（2006年）

2006-07シーズンは監督に就任したファビオ・カペッロの好みにより、当初はスターティングメンバーで出場したが、ベッカムがスターティングメンバーとして出場した最初の9試合で、レアルは7ポイントを落とし、スピードのある新加入選手のホセ・アントニオ・レジェスに右サイドのポジションを奪われた。
2007年1月10日、長引いた交渉の末に、スポーツディレクターを務めていたプレドラグ・ミヤトヴィッチは、シーズン終了後にクラブを去ると発表したが、あれは誤訳であり、実際には再交渉はまだ始っていないと言ったのだと主張した。しかし、1月11日にベッカムはレアル・マドリードを離れ、特別指定選手制度(Designated Player Rule)を使用してメジャーリーグサッカーのロサンゼルス・ギャラクシーへ移籍することが明らかになり、翌日のMLSのスーパードラフトの際に公式な記者会見が開かれた。ベッカムはロサンゼルス・ギャラクシーと7月1日からの5年間の契約を結んだと発表した。1月13日にカペッロは、「ベッカムは練習は続けるが、レアル・マドリードでの最後の試合を終えた」と述べ、今後の試合では起用しないことを示唆した。
しかし、常に練習を懸命に行う彼の姿を見てラウルやグティがカペッロに出場を懇願し、チームも低迷していたこともあり、カペッロは2月10日のレアル・ソシエダ戦のメンバーに招集し、ベッカムはゴールを決め、チームも試合に勝利した。その後、ベッカムは好パフォーマンスを披露し、レジェスからポジションを奪い返した。ベッカムの最後のチャンピオンズリーグ出場となったのは、2007年3月7日のバイエルン・ミュンヘン戦であり、本戦出場数通算103試合は、当時3番目に多い記録であった。2007年6月17日、ベッカムはレアル・マドリードでの最後の試合となったマジョルカ戦に出場、チームは3-1で勝利した。足を痛めたベッカムと交代で出場したレジェスが、2得点を挙げ、ベッカムはクラブ加入以来初めて、リーガ・エスパニョーラのタイトルを獲得した。
シーズン終了後、レアル・マドリードは、ベッカムのロサンゼルス・ギャラクシーへの移籍を解消するために交渉していると発表したが、ギャラクシー側が拒否したため試みは失敗に終わった。
レアルでのキャリア終了の1ヶ月後に、アメリカの経済誌『フォーブス』は、ベッカムは広告塔としてクラブのグッズ販売に貢献し、在籍4シーズンで6億ドルにも上る売上を記録したと報じた。
ベッカムがレアル・マドリードとの契約延長にサインせず、アメリカ・ロサンゼルスギャラクシーへの移籍を発表した際、レアルのカルデロン会長はマドリー市内の大学の講義でチーム内の非難発言を繰り返した。その中で「ベッカムはアメリカ以外のどのチームからもオファーはなかった。彼はアメリカに行ってなんにでもなれるだろう」と発言し、発言を録音していた学生からラジオ局に流れ大問題に発展した。しかし、実際はACミランやイングランドの複数のクラブからオファーがあった事が後に明るみに出て、会長はミーティングの席でベッカムに謝罪した。
またこの一連の騒動に関してシーズン終了後に元チームメイトであるジダンは「レアル・マドリードは重大なミスを犯した。ベッカムを手放した事で来シーズン代わりの選手を探さなければならない。まぁ彼と同等の選手を探す事は不可能に近いだろうけどね」と語っている。

### ロサンゼルス・ギャラクシー

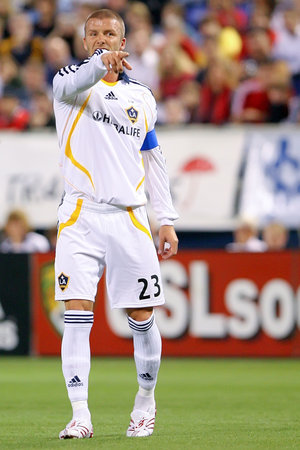
ギャラクシーでキャプテンを務めるベッカム（2007年）

ベッカムとロサンゼルス・ギャラクシーとの契約は2007年7月11日に結ばれ、13日にホーム・デポ・センターでギャラクシーへの入団発表が行われた。ベッカムは23番を選び、入団発表前に既にギャラクシーのレプリカユニフォームの販売枚数は250,000枚以上の記録的な販売数になっているとの報道がなされた。
ギャラクシーでのデビュー戦は、7月21日に行われたワールドシリーズのチェルシーFC戦であり、0-1で敗れたが、ベッカムは78分から出場した。8月9日のD.C. ユナイテッド戦に途中出場し、リーグデビューを果たした。
翌週のスーパーリーガ準決勝のD.C.ユナイテッド戦で初めてスターティングメンバーとして出場し、キャプテンを務めた。試合中にイエローカードを貰いはしたものの、前半にフリーキックから初ゴールを決め、後半にはランドン・ドノバンの得点をアシストした。チームも2-0で勝利し、8月29日のパチューカとの決勝戦に進むことになった。決勝戦でベッカムは右足の膝を負傷し、MRIを行った結果、内側側副靭帯の損傷であることが判明し、その後6週間チームから離脱することになった。チームに復帰したのはシーズンの最終戦であった。10月21日に行われたシカゴ・ファイアーとの最終戦で途中交代で出場したが、チームは0-1で敗れ、プレーオフに進出することは出来なかった。デビューシーズンはリーグ戦5試合を含め、8試合に出場、リーグ戦では得点を挙げられなかったが、2アシストを記録した。
2008年1月4日から、ギャラクシーのプレシーズンが始まるまでの3週間、アーセナルの練習に参加した。
リーグ戦初得点は、4月3日のサンノゼ・アースクエイクス戦の前半9分に決めたものであった。5月24日のカンザスシティ・ウィザーズ戦で3-1で勝ち、チームは西カンファレンスの首位に浮上した。その試合の終了間際に、ベッカムは1996年に決めたゴールと同じような位置から、無人のゴールにシュートを入れた。しかし、ギャラクシーは最終的にカンファレンス6位の成績に終わり、プレーオフ進出を果たすことは出来なかった。
2009年シーズンは、ACミランとのレンタル契約延長のため、シーズンの前半を欠場し、そのために2009年7月19日に行われたACミランとの親善試合でファンから「詐欺師」などとブーイングを浴びるなど、チームに復帰したベッカムを良く思わないファンもいたが、ギャラクシーは近年で最も良いシーズンを送り、ベッカム復帰後にチームは西カンファレンスの3位から首位に浮上した。ベッカムはチームの中心選手として活躍し、MLSカップではヒューストン・ダイナモを2-0で降し、決勝進出を果たした。2009年11月22日に行われた決勝のレアル・ソルトレイク戦ではベッカムもフル出場したが、延長戦を終えても1-1のまま決着はつかず、PK戦の末に4-5で敗れた。

### ACミラン

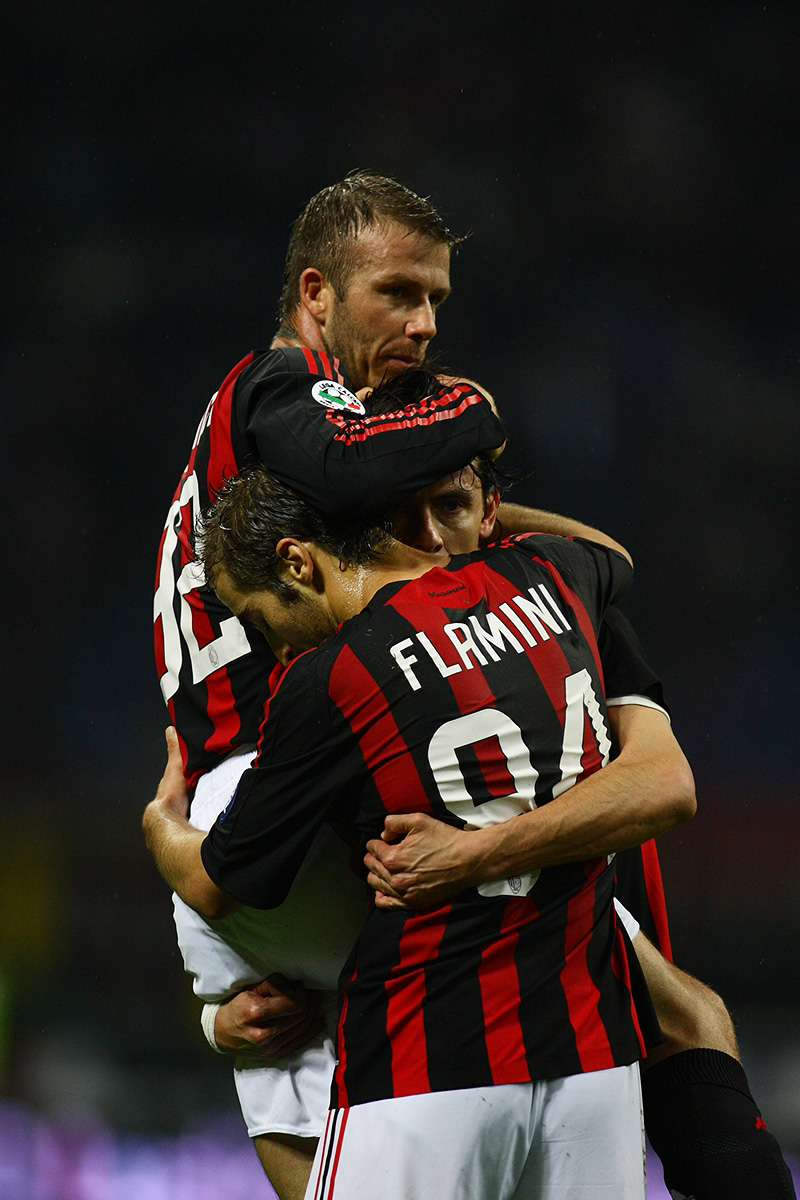
レンタル移籍中のミランでプレーするベッカム（2009年）

ワールドカップの予選はMLSのシーズンオフにも行われるためベッカムは、ファビオ・カペッロ率いるイングランド代表でプレイするためのコンディションを維持するために、ヨーロッパに戻るのでないかとの噂が流れ、2008年10月22日にACミランは、2009年1月7日から、ベッカムがレンタルで加入すると発表した。様々な臆測がなされたが、ベッカムはMLSを去る意思はなく、2009年3月の開幕にはギャラクシーに戻ると明らかにした。一部からは、マーケティング目的の移籍であると揶揄されたが、ミランはチームを強化するために必要な移籍であると主張した。7番と23番は既に他の選手が付けていたため、ベッカムは32番を選んだ。メディカルチェックを終えたベッカムは、クラブの医師から、38歳になる5年後までサッカー選手としてプレイすることが可能だと告げられた。
2009年1月10日の2-2で引き分けたASローマ戦でスターティングメンバーとして89分まで出場し、セリエAデビューを飾り、4-1で勝利した1月25日のボローニャFC戦で初ゴールを決めた。
3月にはミラノからロサンゼルスへ戻ることになっていたが、ベッカムは最初の4試合で2ゴールを挙げ、数アシストを記録するなどの活躍をすると、ミランに残りたいと希望し、ミランもベッカム残留のために数百万ドルを支払う意思があるとの報道がされた。2月4日には、2010 FIFAワールドカップでイングランド代表としてプレイするためにも、ベッカムはミランに完全移籍することを求めていることが明らかになったが、ミランの提示した1000-1500万ドルの金額は、ギャラクシーのベッカムへの評価に見合う額ではなかった。
しかし、交渉は1ヶ月間続き、3月2日のロサンゼルス・タイムズは、ベッカムの移籍期間は7月中旬まで延長されたと報じ、ベッカムも7月中旬から、2009年のMLSのシーズン終了まで、ロサンゼルス・ギャラクシーでプレイをすると話した。
2009年11月、2010年1月から再びレンタルでACミランに加入することが明らかになった。セリエAに復帰して初めて迎えた2010年1月6日に行われたジェノアCFC戦にスターティングメンバーとして75分間出場し、チームも5-2で勝利した。2010年2月16日には2003年にクラブを離れてから初めてマンチェスター・ユナイテッドと対戦し、ベッカムも76分間プレイしたが、チームはサン・シーロで行われたチャンピオンズリーグの決勝トーナメント1回戦のファーストレグを2-3で落とした。
2010年3月10日、ベッカムは2ndレグの試合のためにミランの選手としてオールド・トラッフォードに帰還した。スターティングメンバーからは外れたが、交代で64分から出場すると、ファンからは温かい歓迎を受けた。オールド・トラッフォードでマンチェスター・ユナイテッドと対戦するのは初めての経験であったが、クロスとコーナーキックからチャンスを演出した。しかし、チームは0-4で敗れ、トータルスコア2-7で1回戦敗退となってしまった。その後に行われたACキエーヴォ・ヴェローナ戦にはスターティングメンバーとして出場したが、アキレス腱断裂の重傷を負ってしまった。2010年3月15日にフィンランドのトゥルクでサカリ・オラヴァ医師の手術を受け、手術を終えたオラヴァは「現段階ではすべて上手くいっている。」と、述べた。

### ロサンゼルス・ギャラクシー復帰後

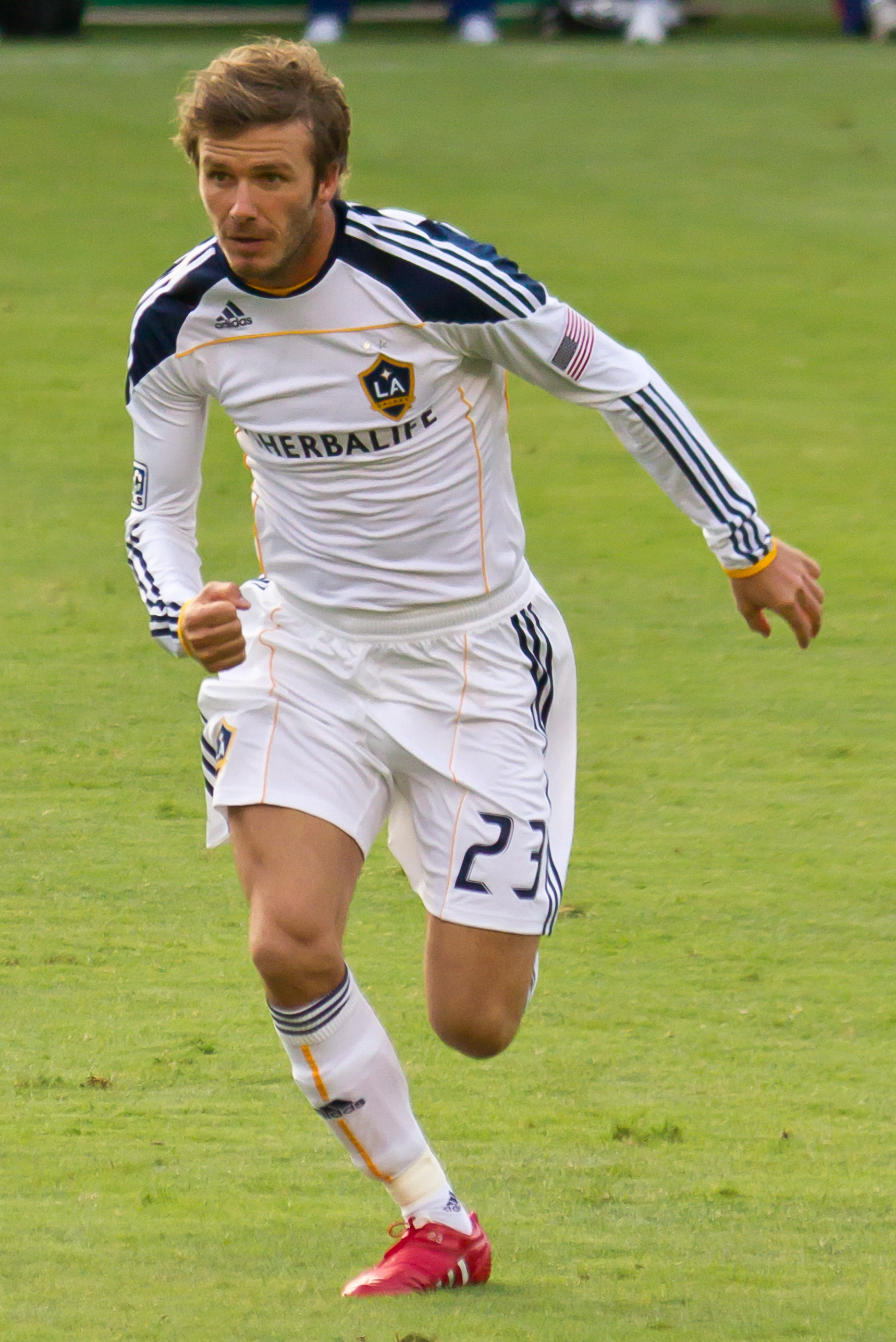
ロサンゼルス・ギャラクシーでプレイするベッカム（2010年）

2009-10シーズン終了後はロサンゼルス・ギャラクシーに復帰し、怪我が完治した9月11日には実戦にも復帰。2得点を挙げるなど、ギャラクシーの地区優勝とサポーターズシールド（レギュラーシーズン1位）獲得に貢献した。
シーズン終了後の2010年12月、当時プレミアリーグトッテナムの監督であったハリー・レドナップがベッカムに興味を示していると報じられ、1月にはミランと同じように期限付き移籍での加入が目前とも報じられたが、保険の問題で破談となった。しかしレドナップはベッカムがチームにいい影響をもたらすとの判断から練習への参加を打診し、ベッカムとギャラクシーもこれを受諾した。
2012年11月19日、シーズン限りでのロサンゼルス・ギャラクシー退団が発表された。

### パリ・サンジェルマン
2013年1月31日の移籍期限日を前に移籍のためのメディカルチェックをパリ・サンジェルマンFCと行っていることが明らかとなった。その日の午後に5ヶ月間の契約を結んだことが発表され、併せて受け取る年俸はすべて地元の子どものための慈善団体へ寄附する意向であることが発表された。2013年2月24日に行われたオリンピック・マルセイユ戦で76分から交代で出場し、デビューを飾ったベッカムはパリ・サンジェルマンでプレイした400人目の選手となった。2013年5月12日、パリ・サンジェルマンはオリンピック・リヨンを1-0で降しリーグ優勝を決め、ベッカムは自身にとって異なるトップリーグで4度リーグ優勝を経験することになった。
2013年5月13日、2012-13シーズン終了後に現役を引退することを発表した。2013年5月18日に行われたホームのスタッド・ブレスト29戦が最後の出場となり、ユニオン・ジャックカラーの特別仕様のスパイクが用意され、ベッカムはキャプテンを務めた。試合ではブレーズ・マテュイディのゴールをコーナーキックからアシストし、80分に退く際には選手と監督から抱擁され、ファンからはスタンディングオベーションで讃えられた。試合は3-1でパリ・サンジェルマンが勝利を挙げた。

## 代表経歴

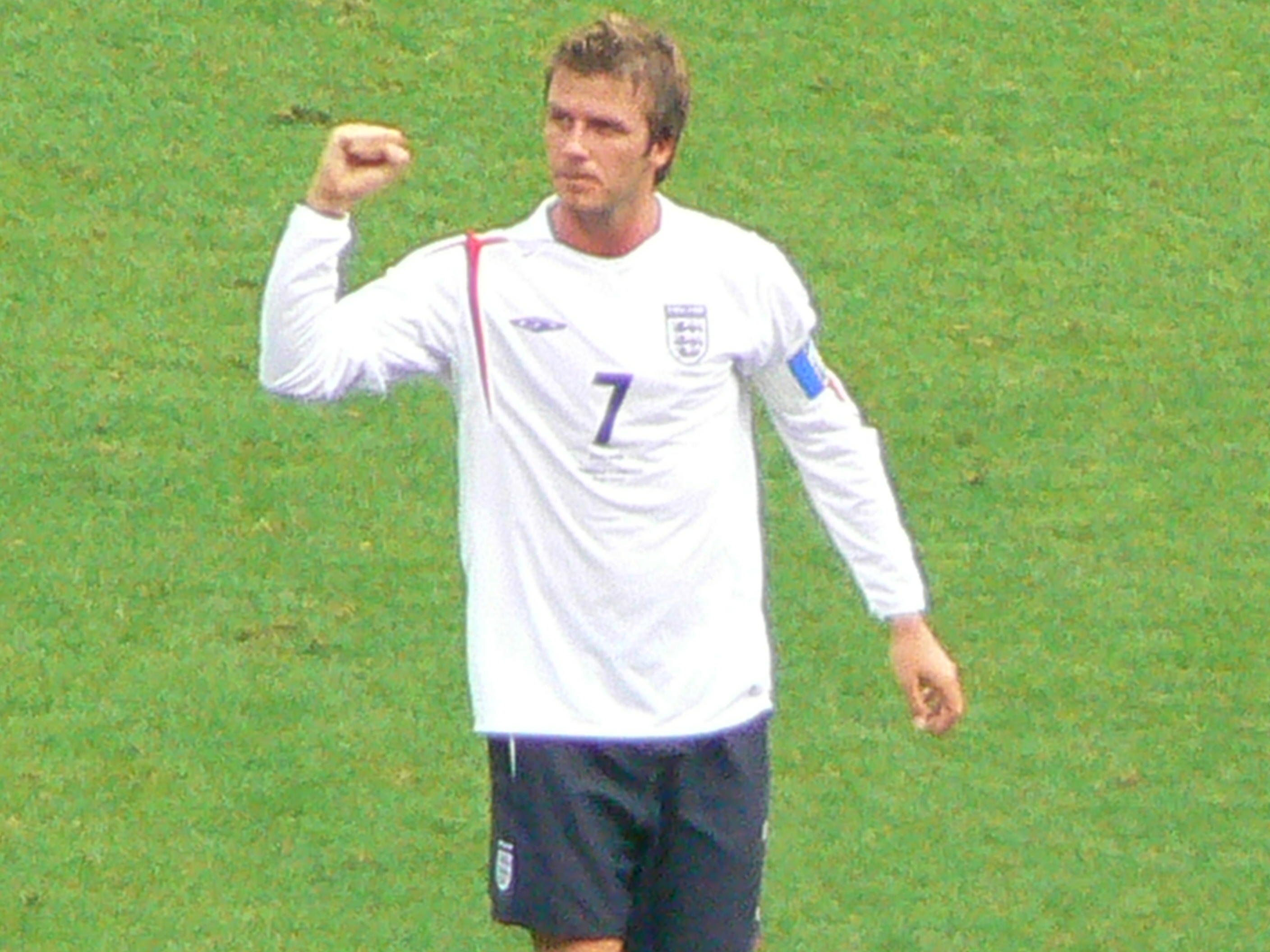
イングランド代表でキャプテンを務めるベッカム（2006年）

1996年9月1日に行われたワールドカップ予選のモルドバ戦でA代表デビュー。
その後の予選の試合にも出場を続け、1998 FIFAワールドカップを戦うイングランド代表のメンバーに選出された。監督を務めていたグレン・ホドルが、大会に集中できていないと判断し、最初の2試合はスターティングメンバーから外されたが、3戦目のコロンビア戦でスターティングメンバーに抜擢されると、フリーキックからゴールを決め、2-0の勝利に貢献した。このゴールは、ベッカムの代表初ゴールであった。
しかし、決勝トーナメント1回戦のアルゼンチン戦、ディエゴ・シメオネに報復攻撃を加え退場処分となり、また、チームもPK戦の末に敗退したこともあり、デイリー・ミラーに「10 heroic lions one stupid boy（10人の勇敢な獅子と1人の愚かな若者）」という標語をつけられ、戦犯としてメディアを含め多くの批判を浴び、ベッカムは死の脅迫をも受けた。
ベッカムへのファンによる批判がピークに達したのが、2-3で敗れたEURO 2000のポルトガル戦（ベッカムは2得点を演出した）である。サポーターは試合を通してベッカムにブーイングを浴びせ続けたが、ベッカムはそれに対して右手の中指を立てて応えた。その行為もまた非難されたが、かつて彼を批判していた新聞社は読者に対し、もうベッカムを批判するのは止めるようにしようと求めた。
2000年11月15日、10月に監督を辞任したケヴィン・キーガンの後を継いだピーター・テイラー監督にキャプテンに指名され、続いて監督に就任したスヴェン＝ゴラン・エリクソンの下でもキャプテンとしてプレイし続けることとなった。ベッカムは、5-1で勝利したドイツ戦を含め、ワールドカップ最終予選で活躍を続けた。ギリシャ戦では、1-2とリードされている後半ロスタイム、同点となるフリーキックを決めイングランドをワールドカップ出場へと導いた。これらの活躍を通して、ベッカムがブーイングを浴び批判されるようなことはなくなった。その年は、BBCスポーツ・パーソナリティー・オブ・ザ・イヤーを受賞し、FIFA最優秀選手賞では2位に選ばれている。
怪我から回復し、2002 FIFAワールドカップ初戦のスウェーデン戦に出場を果たし、アルゼンチン戦では、PKからゴールを決めた。イングランド代表は準々決勝でブラジルに敗れ、ベスト8で大会を後にした。ベッカムは、翌月にマンチェスターで開催されたコモンウェルスゲームズの開会式に参加した。
EURO2004にもイングランド代表として出場したが、1-2で敗れたフランス戦でPKを失敗した他、準々決勝のポルトガル戦のPK戦でも最初のキッカーとして外してしまうなど活躍することは出来なかった。
2004年10月4日のウェールズ戦で、ベン・サッチャーにファウルを犯し、イエローカードを受け、累積で次戦のアゼルバイジャン戦は出場停止となった。ベッカムは試合中に肋骨を負傷していることに気付き、次の試合には出場できないことを悟り、イエローカードを貰うために意図的にファウルを犯したと明かした。イングランドサッカー協会は調査に乗り出し、ベッカムは「重大な過ちを犯してしまった」と認め謝罪をした。
2005年1月にUNICEF親善大使に任命された。また、ロンドンでの開催を目指すオリンピックの誘致活動に参加し、大きな貢献をした。2005年10月に行われたオーストラリア戦で退場し、代表キャプテンとして初めて退場処分を受けた選手となり、イングランド代表として2度退場した初めての選手にもなった。
2006年6月10日、イングランド代表にとっての2006 FIFAワールドカップ初戦であるパラグアイ戦では、ベッカムのフリーキックがカルロス・ガマーラのオウンゴールを招き、1-0で勝利した。6月15日に行われた2戦目のトリニダード・トバゴ戦では、83分にベッカムのクロスからピーター・クラウチのゴールが生まれ、終了間際には、スティーヴン・ジェラードのゴールもアシストした。試合は2-0で勝利し、大会スポンサーのバドワイザーが選出するマン・オブ・ザ・マッチに選ばれた。決勝トーナメント1回戦のエクアドル戦では、59分にフリーキックからゴールを決め、イングランド代表選手としてワールドカップ3大会で得点を挙げた初めての選手となり、試合も1-0で勝利し、準々決勝進出を果たした。ベッカムは試合前から体調が悪く、体調不良と脱水症状に陥いった結果、得点後もプレイを続けたが、試合中に数回嘔吐した。準々決勝のポルトガル戦では、怪我のために52分で交代し、試合は延長戦を終えても0-0のままで、PK戦の末に敗れた。交代後ベッカムは、プレイできないことから目に見えて落胆しており、ベンチで涙を流した。
ワールドカップ敗退後の翌日、記者会見で代表キャプテンを退くとの声明を出した。「キャプテンとして代表を率いることはとても名誉な特権であり、代表では95試合（実際は94試合）に出場し、58試合でキャプテンを務めたが、チームはスティーブ・マクラーレン監督の下で新しい時代を開こうとしている時で、キャプテンマークを譲り渡すのが正しい選択であると考えている。」と、述べた。その後ジョン・テリーがキャプテンに就任した。
キャプテン辞任後の2006年8月11日、スティーブ・マクラーレンは初めて代表を招集したが、ベッカムはメンバーから外れ、マクラーレンは「チームは新しい方向に進もうとしており、そこにベッカムは含まれていない。」と、述べた。ただし、将来的には呼ぶ可能性があると話した。ベッカムに代わって、ワールドカップのメンバーであったショーン・ライト＝フィリップス、キーラン・リチャードソン、アーロン・レノンが起用されたが、マクラーレンは最終的に右サイドはスティーヴン・ジェラードに任せた。

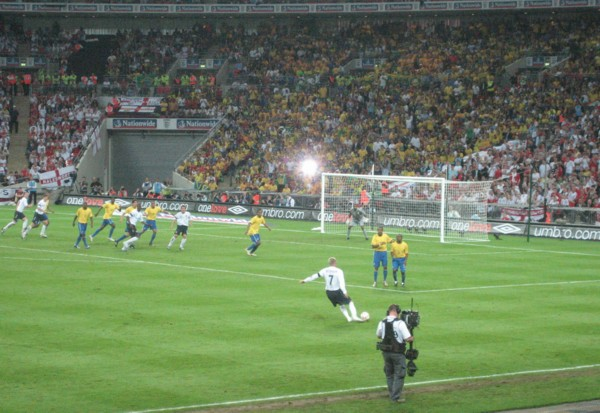
ジョン・テリーへのアシストとなるフリーキックを蹴るベッカム（2007年5月26日）

2007年5月26日、マクラーレンは監督就任後に初めてベッカムを招集し、新しいウェンブリー・スタジアムで行われたブラジルとの親善試合にスターティングメンバーとして出場し、後半にジョン・テリーのゴールをアシストするなど、良いパフォーマンスを見せた。イングランドが勝利するかに思われたが、ジエゴの終了間際の得点により、1-1の引き分けに終わった。続くEURO2008予選のエストニア戦にも出場し、代名詞とも言えるクロスから、マイケル・オーウェンとピーター・クラウチのゴールをアシストし、3-0の勝利に貢献した。ベッカムは2試合で決まったゴールの内、3ゴールをアシストし、マクラーレンも「今の彼以上の右サイドの選手は、世界中探してもいない」と評価を改め、MLS移籍後も代表でプレイし続けたいというベッカムの願いは実現することになった。
2007年8月22日に行われたドイツとの親善試合に出場し、初めてヨーロッパ以外のクラブチームに所属しながら代表でプレイした選手となった。2007年11月11日のクロアチアとの試合に途中出場し99キャップ目を記録すると、ピーター・クラウチの2-2となるゴールの起点なったが、2-3で敗れ、イングランドはEURO2008の出場権を逃してしまった。しかし、ベッカムは代表引退はせずに、これからも代表でのプレイを続けるとの意向を示した。その後、レアル・マドリード在籍時に監督を務めていたファビオ・カペッロが監督に就任した。初陣となるスイスとの親善試合に出場すれば100キャップ目となるが、ベッカムは3ヶ月間試合に出場していないために体力面に問題があるとして、メンバーには加えなかった。
2008年3月20日、カペッロは、26日のフランスとの親善試合に向けたメンバーにベッカムを招集した。ベッカムはスターティングメンバーとして試合に出場し、イングランド人として100キャップを記録した5人目の選手となった。カペッロは、前日の会見でベッカムをフランス代表戦に起用すると明言し、将来的なことはこれから考えると話していた。2008年5月11日、カペッロは28日にウェンブリーで行われるアメリカとの試合と、6月1日にアウェー行われる試合に臨む代表メンバー31名を発表し、ベッカムもそこに含まれた。試合前にベッカムは100キャップを記念した金色の帽子を贈られ、サー・ボビー・チャールトンから渡された時には、観衆はスタンディングオベーションで讃えた。試合では決勝点となったジョン・テリーのゴールをアシストし、後半から交代でデヴィッド・ベントリーがピッチに入った時に観衆は、その交代に対してブーイングを送った。6月1日のトリニダード・トバゴ戦では、カペッロはベッカムをキャプテンに指名し、ベッカムはワールドカップ以来、2年ぶりにキャプテンとして試合に出場した。
ワールドカップ予選のベラルーシ戦で87分から出場し107キャップを記録し、歴代3位の出場数となり、2009年2月11日に行われたスペインとの親善試合では、スチュワート・ダウニングに代わり後半から出場、代表108キャップ目を記録し、ボビー・ムーアの持つフィールドプレイヤーとしての最多出場数の記録に並び、イングランド代表歴代2位タイの出場数となった。
2009年3月28日のスロバキアとの試合に途中出場し、ムーアの記録を更新し、試合ではウェイン・ルーニーのゴールをアシストした。2009年6月10日のアンドラ戦でスターティングメンバーとして100試合目の出場を果たした。
2010 FIFAワールドカップは、怪我により選手として出場する機会は逃すことになったが、2010年5月14日にワールドカップに臨むコーチ陣と選手の間を取り持つ役を担いチームに帯同することが発表された。
2012年のロンドンオリンピックでは、オーバーエージ枠での代表入りは叶わなかったが、直前までロンドン五輪親善大使として活躍した。開会式当日は、女子サッカーU17代表のJade Baileyを乗せた高速ボートの操縦士を務め、テムズ川を疾走。主競技場近くの船着き場でスティーヴ・レッドグレーヴに聖火を手渡す際もアシストをした。

## 個人成績
| 所属クラブ                   | シーズン     | 背番号       | 所属リーグ               | リーグ | リーグ | カップ | カップ | リーグカップ | リーグカップ | UEFA主催 | UEFA主催 | その他 | その他 | 期間通算 | 期間通算 |
| 所属クラブ                   | シーズン     | 背番号       | 所属リーグ               | 出場   | 得点   | 出場   | 得点   | 出場         | 得点         | 出場     | 得点     | 出場   | 得点   | 出場     | 得点     |
| ---------------------------- | ------------ | ------------ | ------------------------ | ------ | ------ | ------ | ------ | ------------ | ------------ | -------- | -------- | ------ | ------ | -------- | -------- |
| マンチェスター・ユナイテッド | 1992-93      |              | プレミアリーグ           | 0      | 0      | 0      | 0      | 1            | 0            | 0        | 0        | 0      | 0      | 1        | 0        |
| マンチェスター・ユナイテッド | 1993-94      | 28           | プレミアリーグ           | 0      | 0      | 0      | 0      | 0            | 0            | 0        | 0        | 0      | 0      | 0        | 0        |
| プレストン・ノースエンド     | 1994–95      |              | ディビジョン3            | 5      | 2      | 0      | 0      | 0            | 0            | –        | –        | 0      | 0      | 5        | 2        |
| マンチェスター・ユナイテッド | 1994-95      | 28           | プレミアリーグ           | 4      | 0      | 2      | 0      | 3            | 0            | 1        | 1        | 0      | 0      | 10       | 1        |
| マンチェスター・ユナイテッド | 1995-96      | 24           | プレミアリーグ           | 33     | 7      | 3      | 1      | 2            | 0            | 2        | 0        | 0      | 0      | 40       | 8        |
| マンチェスター・ユナイテッド | 1996-97      | 10           | プレミアリーグ           | 36     | 8      | 2      | 1      | 0            | 0            | 10       | 2        | 1      | 1      | 49       | 12       |
| マンチェスター・ユナイテッド | 1997-98      | 7            | プレミアリーグ           | 37     | 9      | 4      | 2      | 0            | 0            | 8        | 0        | 1      | 0      | 50       | 11       |
| マンチェスター・ユナイテッド | 1998-99      | 7            | プレミアリーグ           | 34     | 6      | 7      | 1      | 1            | 0            | 12       | 2        | 1      | 0      | 55       | 9        |
| マンチェスター・ユナイテッド | 1999-00      | 7            | プレミアリーグ           | 31     | 6      | –      | –      | 0            | 0            | 12       | 2        | 5      | 0      | 48       | 8        |
| マンチェスター・ユナイテッド | 2000-01      | 7            | プレミアリーグ           | 31     | 9      | 2      | 0      | 0            | 0            | 12       | 0        | 1      | 0      | 46       | 9        |
| マンチェスター・ユナイテッド | 2001-02      | 7            | プレミアリーグ           | 28     | 11     | 1      | 0      | 0            | 0            | 13       | 5        | 1      | 0      | 43       | 16       |
| マンチェスター・ユナイテッド | 2002-03      | 7            | プレミアリーグ           | 31     | 6      | 3      | 1      | 5            | 1            | 13       | 3        | 0      | 0      | 52       | 11       |
| マンチェスター・ユナイテッド | 期間通算     | 期間通算     | 期間通算                 | 265    | 62     | 24     | 6      | 12           | 1            | 83       | 15       | 10     | 1      | 394      | 85       |
| レアル・マドリード           | 2003–04      | 23           | プリメーラ・ディビシオン | 32     | 3      | 4      | 2      | –            | –            | 7        | 1        | 2      | 1      | 45       | 7        |
| レアル・マドリード           | 2004–05      | 23           | プリメーラ・ディビシオン | 30     | 4      | 0      | 0      | –            | –            | 8        | 0        | 0      | 0      | 38       | 4        |
| レアル・マドリード           | 2005–06      | 23           | プリメーラ・ディビシオン | 31     | 3      | 3      | 1      | –            | –            | 7        | 1        | 0      | 0      | 41       | 5        |
| レアル・マドリード           | 2006–07      | 23           | プリメーラ・ディビシオン | 23     | 3      | 2      | 1      | –            | –            | 6        | 0        | 0      | 0      | 31       | 4        |
| レアル・マドリード           | 期間通算     | 期間通算     | 期間通算                 | 116    | 13     | 9      | 4      | –            | –            | 28       | 2        | 2      | 1      | 155      | 20       |
| ロサンゼルス・ギャラクシー   | 2007         | 23           | MLS                      | 5      | 0      | 0      | 0      | –            | –            | –        | –        | 2      | 1      | 7        | 1        |
| ロサンゼルス・ギャラクシー   | 2008         | 23           | MLS                      | 25     | 5      | 0      | 0      | –            | –            | –        | –        | 0      | 0      | 25       | 5        |
| ロサンゼルス・ギャラクシー   | 2009         | 23           | MLS                      | 11     | 2      | 0      | 0      | –            | –            | –        | –        | 4      | 0      | 15       | 2        |
| ロサンゼルス・ギャラクシー   | 2010         | 23           | MLS                      | 7      | 2      | 0      | 0      | –            | –            | –        | –        | 3      | 0      | 10       | 2        |
| ロサンゼルス・ギャラクシー   | 2011         | 23           | MLS                      | 26     | 2      | 0      | 0      | –            | –            | –        | –        | 4      | 0      | 30       | 2        |
| ロサンゼルス・ギャラクシー   | 2012         | 23           | MLS                      | 24     | 7      | 0      | 0      | –            | –            | 1        | 1        | 6      | 0      | 31       | 8        |
| ロサンゼルス・ギャラクシー   | 期間通算     | 期間通算     | 期間通算                 | 98     | 18     | 0      | 0      | –            | –            | 1        | 1        | 19     | 1      | 118      | 20       |
| ACミラン                     | 2008-09      | 32           | セリエA                  | 18     | 2      | 0      | 0      | –            | –            | 2        | 0        | 0      | 0      | 20       | 2        |
| ACミラン                     | 2009-10      | 32           | セリエA                  | 11     | 0      | 0      | 0      | –            | –            | 2        | 0        | 0      | 0      | 13       | 0        |
| ACミラン                     | 期間通算     | 期間通算     | 期間通算                 | 29     | 2      | 0      | 0      | –            | –            | 4        | 0        | 0      | 0      | 33       | 2        |
| パリ・サンジェルマン         | 2012-13      | 32           | リーグ・アン             | 10     | 0      | 2      | 0      | –            | –            | 2        | 0        | 0      | 0      | 14       | 0        |
| キャリア通算                 | キャリア通算 | キャリア通算 | キャリア通算             | 523    | 97     | 35     | 10     | 12           | 1            | 118      | 18       | 31     | 3      | 719      | 129      |

## 代表歴

### 出場大会
- イングランド代表
  - 1998 FIFAワールドカップ
  - 2002 FIFAワールドカップ
  - 2006 FIFAワールドカップ

### 試合数
- 国際Aマッチ 115試合 17得点（1996年-2009年）[119]

| イングランド代表 | 国際Aマッチ | 国際Aマッチ |
| 年               | 出場        | 得点        |
| ---------------- | ----------- | ----------- |
| 1996             | 3           | 0           |
| 1997             | 9           | 0           |
| 1998             | 8           | 1           |
| 1999             | 7           | 0           |
| 2000             | 10          | 0           |
| 2001             | 10          | 5           |
| 2002             | 9           | 3           |
| 2003             | 9           | 4           |
| 2004             | 12          | 2           |
| 2005             | 9           | 1           |
| 2006             | 8           | 1           |
| 2007             | 5           | 0           |
| 2008             | 8           | 0           |
| 2009             | 8           | 0           |
| 通算             | 115         | 17          |

### 得点
| ゴール | 日付           | 会場                                                         | 対戦国             | スコア | 結果 | 大会                        | 詳細 |
| ------ | -------------- | ------------------------------------------------------------ | ------------------ | ------ | ---- | --------------------------- | ---- |
| 1.     | 1998年6月26日  | スタッド・フェリックス・ボラール、ランス                     | コロンビア         | 2–0    | 2–0  | 1998 FIFAワールドカップ     |      |
| 2.     | 2001年3月24日  | アンフィールド、リヴァプール                                 | フィンランド       | 2–1    | 2–1  | 2002 FIFAワールドカップ予選 |      |
| 3.     | 2001年5月25日  | プライド・パーク、ダービー                                   | メキシコ           | 3–0    | 4–0  | 親善試合                    |      |
| 4.     | 2001年6月6日   | アテネ・オリンピックスタジアム、アテネ                       | ギリシャ           | 2–0    | 2–0  | 2002 FIFAワールドカップ予選 |      |
| 5.     | 2001年10月6日  | オールド・トラッフォード、マンチェスター                     | ギリシャ           | 2–2    | 2–2  | 2002 FIFAワールドカップ予選 |      |
| 6.     | 2001年11月10日 | オールド・トラッフォード、マンチェスター                     | スウェーデン       | 1–0    | 1–1  | 親善試合                    |      |
| 7.     | 2002年6月7日   | 札幌ドーム、札幌市                                           | アルゼンチン       | 1–0    | 1–0  | 2002 FIFAワールドカップ     |      |
| 8.     | 2002年10月12日 | テヘレネ・ポーレ、ブラチスラヴァ                             | スロバキア         | 1–1    | 2–1  | UEFA EURO2004予選           |      |
| 9.     | 2002年10月16日 | セント・メリーズ・スタジアム、サウサンプトン                 | 北マケドニア       | 1–1    | 2–2  | UEFA EURO2004予選           |      |
| 10.    | 2003年3月29日  | ラインパーク・シュタディオン、ファドゥーツ                   | リヒテンシュタイン | 2–0    | 2–0  | UEFA EURO2004予選           |      |
| 11.    | 2003年4月2日   | スタジアム・オブ・ライト、サンダーランド                     | トルコ             | 2–0    | 2–0  | UEFA EURO2004予選           |      |
| 12.    | 2003年8月20日  | ポートマン・ロード、イプスウィッチ                           | クロアチア         | 1–0    | 3–1  | 親善試合                    |      |
| 13.    | 2003年9月6日   | グラドスキ、スコピエ                                         | 北マケドニア       | 2–1    | 2–1  | UEFA EURO2004予選           |      |
| 14.    | 2004年8月18日  | セント・ジェームズ・パーク、ニューカッスル                   | ウクライナ         | 1–0    | 3–0  | 親善試合                    |      |
| 15.    | 2004年10月9日  | オールド・トラッフォード、マンチェスター                     | ウェールズ         | 2– 0   | 2–0  | 2006 FIFAワールドカップ予選 |      |
| 16.    | 2005年3月30日  | セント・ジェームズ・パーク、ニューカッスル                   | アゼルバイジャン   | 2– 0   | 2–0  | 2006 FIFAワールドカップ予選 |      |
| 17.    | 2006年6月25日  | ゴットリーブ・ダイムラー・シュタディオン、シュトゥットガルト | エクアドル         | 1–0    | 1–0  | 2006 FIFAワールドカップ     |      |

## タイトル

### クラブタイトル
マンチェスター・ユナイテッド
- プレミアリーグ 1995-96, 1996-97, 1998-99, 1999-2000, 2000-01, 2002-03
- UEFAチャンピオンズリーグ 1998-99
- FAカップ 1995-96, 1998-99
- インターコンチネンタルカップ 1999
- FAコミュニティ・シールド 1993, 1994, 1996, 1997

レアル・マドリード
- プリメーラ・ディビシオン 2006-07
- スーペルコパ・デ・エスパーニャ 2003

ロサンゼルス・ギャラクシー
- MLSカップ 2011, 2012
- サポーターズ・シールド 2010, 2011
- MLSウエスタン・カンファレンス 2009, 2010, 2011

パリ・サンジェルマンFC
- リーグ・アン 2012-13

### 個人タイトル
- PFA年間最優秀若手選手賞：1997年
- サー・マット・バスビー賞：1997年
- 20世紀の偉大なサッカー選手100人　49位：1999年
- UEFA年間最優秀選手：1999年
- BBC スポーツ・パーソナリティ・オブ・ザ・イヤー：2001年
- プレミアリーグ10周年記念ベストイレブン：2003年
- プレミアリーグ10周年記念ベストゴール：2003年（1996年8月17日、ウィンブルドン戦でのゴール）
- FIFA100：2004年
- ESPY賞：2004, 2008年
- PFAベストイレブン（1997-07）：2007年
- イングランドサッカー殿堂：2008年
- PFA年間ベストイレブン：1997, 1998, 1999, 2000, 2002年
- BBC スポーツ生涯功労賞：2010年

## 人物
ミドルネームであるロバートは、マンチェスター・ユナイテッドFCの先輩にあたり、自身が最も憧れていた選手であるボビー・チャールトンの本名から取られたものだと明かしている。
少年時代、天才サッカー少年としてテレビで紹介されたことがある。ユース時代にはチームで最もヘディングが強かったという。幼少の頃からマンチェスター・ユナイテッドの試合を必ずと言っていいほど正装で観戦し、敬意を表していた。また、欧州に遠征して来た日本代表と対戦したときは当時の監督であるジーコに「小さい頃からファンだった」と試合前に正装をして挨拶に行ったこともある。
ロンドン近郊イーストロンドン（エセックス州寄り）レイトンストーン育ちの為、エセックス訛りの下町言葉（コックニー）を話す。
趣味は切手集めとテディベアのコレクション。オークションで1800ポンドのテディベアをEBAYで購入したことが英国のBBCニュースで流れたことがある。またオーダーメードでバイクを注文するなど、バイク好きで知られている。
2002 FIFAワールドカップ開催数ヶ月前の4月に、ベッカムは左足の第二中足骨を骨折したが、高圧酸素カプセルによる治療もあり、出場に間に合った。まだ日本でなじみがなかったこの器具は当時、「ベッカムカプセル」と呼ばれることもあった。

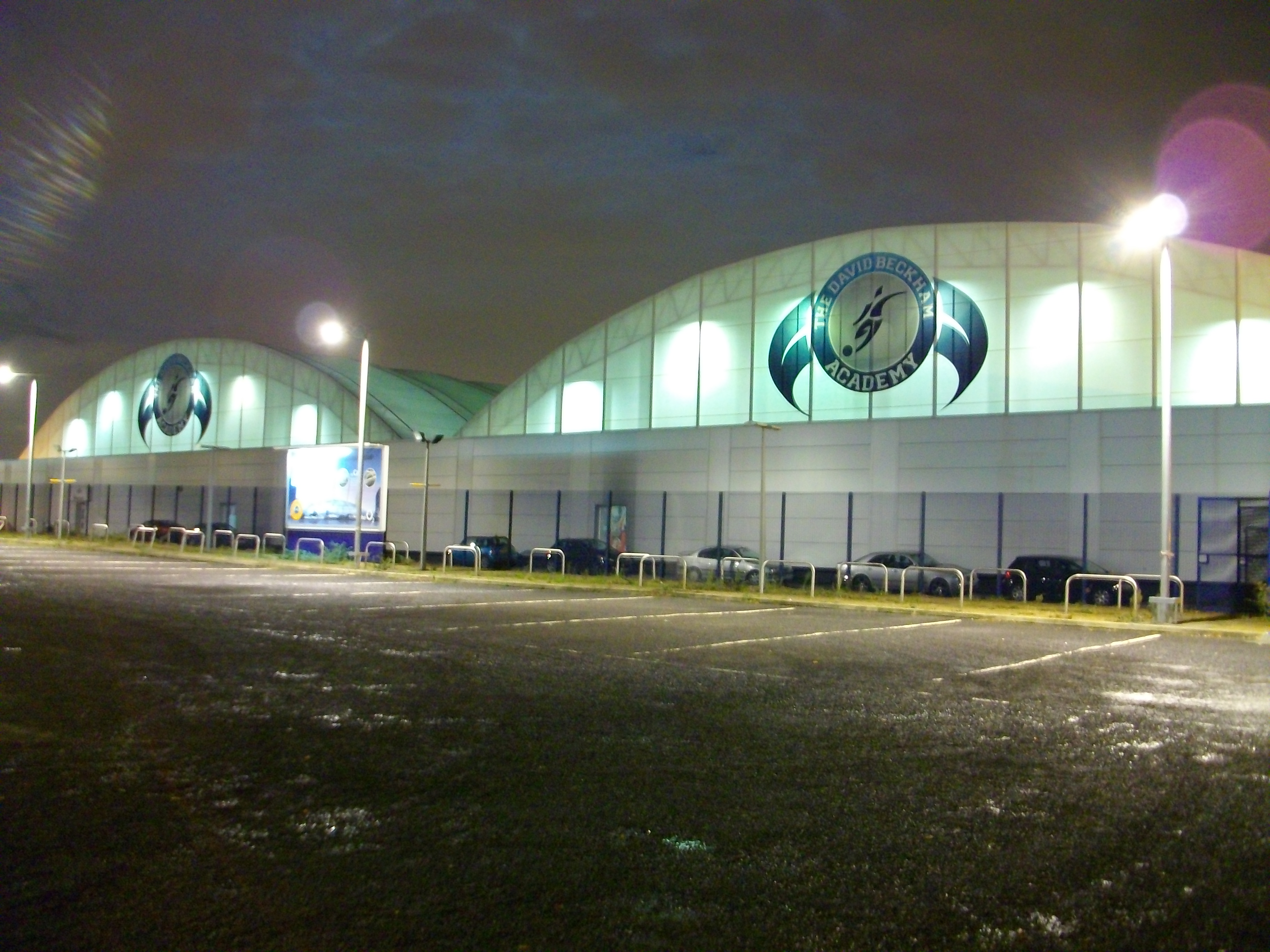
ロンドンにあったサッカースクール

2005-06シーズン途中、カリフォルニアとイーストロンドンにサッカー・アカデミーを設立し、2006年の英国文学賞の審査員に選ばれた。
2006年、自身が強迫性障害であることをメディアに告白した。
2015年、ピープル誌が選ぶ「この世で最もセクシーな男」に選ばれる。また、レジェンド・オブ・フットボール賞を受賞することになった。
2017年の映画『キング・アーサー』で俳優デビューした。ガイ・リッチー監督はその演技を高く評価したが、ファンや英メディアからはヴィクトリア夫人の歌声に例えられて酷評された。
2019年、スマートフォンのながら運転の罰則により、6ヶ月の免許停止の処分を受けた。
2021年、FX(外国為替取引）会社 Gemforexのアジア圏におけるブランドアンバサダーに就任した。

### 家族

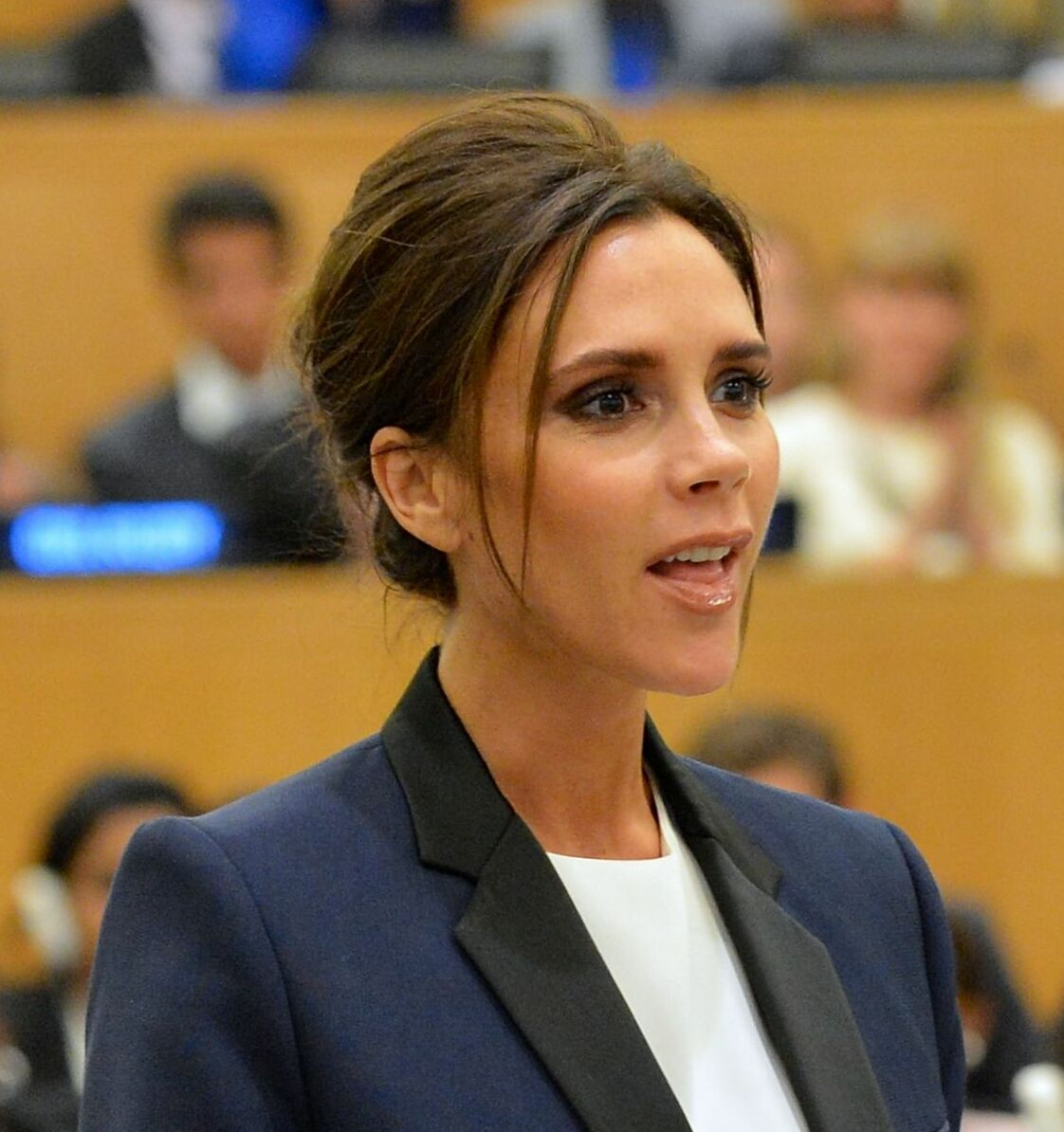
妻のヴィクトリア

1997年にヴィクトリア・アダムズがマンチェスター・ユナイテッドの試合の観戦に訪れた後に、交際が始まった。スター二人の交際関係はメディアの多くの注目を集め、このカップルは「ポッシュ & ベックス」と呼ばれた。1999年7月4日にアイルランドにあるルトレスタウン・キャッスルで式を挙げ、二人は結婚した。
二人の間には、息子が三人、娘が一人いる。ブルックリン・ジョセフ・ベッカム（1999年生）、ロメオ・ジェームズ・ベッカム（2002年9月1日生）、クルス・デイヴィッド・ベッカム（2005年2月20日生）、ハーパー・セブン・ベッカム（2011年7月10日生）。
2014年11月、長男ブルックリンがアーセナルFCと契約、次男ロメオと三男クルスもアーセナルのユースチームに所属している。ブルックリンは2015年にアーセナルU-18にも招集されるなどしたが、契約延長に至らず、2014-2015シーズンを持って退団した。その後は父親のキャリアの原点であるマンチェスター・ユナイテッド加入なども報じられたが、引退を選択している。その年の11月14日に行われたユニセフ主催のチャリティーマッチでは、父・デビッドと共に「イギリス・アイルランド合同チーム」の一員としてプレーし、ピッチ上で親子競演を果たした。12月にはブルックリンに続き、次男のロメオも引退する意向を両親に伝えたと報じられている。
2016年、三男のクルーズがジャスティン・ビーバーなどのマネージャーであるスクーター・ブラウンとマネジメント契約を結び、オフィシャルインスタグラムを開設。「If Every Day Was Christmas」で歌手デビューを果たす。

### 刺青
ベッカムの身体の各所には、妻や子供たちの名前がタトゥーとして刻まれている。左腕には、インドのヒンディー語等の言語で使用されるデーヴァナーガリー文字で『VHIKTORIYA』と彫られている。デーヴァナーガリー文字にはCの音をあらわす文字がないので、代わりにKが用いられる。英単語の語尾のAがYAに変わるのはインド英語の特徴である。VHIはスペル間違いである。脇腹には論語の一節「死生有命、富貴在天（死生は命にあり、富貴は天にあり）」と彫られている。
- 1999年4月 -背中に「ブルックリン（Brooklyn）」
- 1999年4月 - 背中に「守護天使（Guardian Angel）」
- 2000年 - ヒンディー語で「ヴィクトリア（Victoria）」を左手内側
- 2002年4月 - ローマ数字“7”（VII）右前臂
- 2003年5月 - ラテン語「精神の家（Perfectio In Spiritu）」右臂
- 2003年5月 - ラテン語「愛すること慕うこと（Ut Amem Et Foveam）」左臂
- 2003年 - 「ロメオ（Romeo）」を背中
- 2003年 - 古典芸術の意匠を右肩
- 2004年 - 有翼の十字架を頸部
- 2004年 - 天使と格言「逆境にあっても（In The Face of Adversity）」を右臂
- 2005年3月 - 背中に「クルーズ（Cruz）」
- 2006年6月 - 2人の天使と雲を右臂と肩
- 2008年1月 - ヴィクトリアの肖像を左前臂
- 2008年2月 - 「ずっとあなたのそばに（Forever by your side）」を左前臂
- 2008年3月[137] - 漢文「生死は命にありて、富貴は天にあり（“生死有命 富貴由天”）」
- 2009年7月 - 「薔薇の花輪」（ring o' roses）を左臂、結婚10周年記念[138]
- 2010年1月 - マシュー・R・ブルックの『悲しみの子（en:Man of Sorrows）』のイエス・キリストを左右の腰に。

### 収入・資産
2015年、アメリカの経済誌フォーブスはデビッド・ベッカムの去年（2014年）の年収は約5080万ポンド（約91億円）であったと発表した、2012年の3460万ポンド（約62億円）からさらに1500万ポンド（約29億円）もの増収を上げている。現役を引退したスポーツ選手の長者番付では、マイケル・ジョーダンに続き、ベッカムが二位に付けている。
2011年5月、英サンデー・タイムズ紙が『お金持ちリスト』を発表し、ベッカム夫妻が総資産1億6,500万ポンド（日本円で約217億8,000万円）で1位になった。デビッドはロサンゼルス・ギャラクシーから2年間で5,600万ポンド（約73億9,200万円）の契約を結んでいるほか、2012年のロンドン・オリンピックでサムスンのブランド大使を務める契約をしており、相当な額になっているという。さらに妻ビクトリアのファッションブランドからも収入が入るため、今後もベッカム家の資産は増え続けることになりそうだという。
ベッカムがロンドンに所有している邸宅は、ベッキンガム宮殿(Beckingham Palace)と呼ばれることがある。これはバッキンガム宮殿をもじったもの。高級住宅街があることで知られるハートフォードシャーに位置しており、ロンドン中心部から車で1時間程度の場所にある。約97,000m2の敷地面積がある。
2007年4月に家族はベッカムのロサンゼルス・ギャラクシー移籍を踏まえて、ビバリーヒルズにイタリア風ヴィラを購入した。この建物は2,200万ドルで、近くにはトム・クルーズやケイティ・ホームズ、ジェイ・レノの家があり、街を一望できる丘の上に立つゲーテッドコミュニティである。2018年10月には、このロサンゼルスの豪邸を3300万ドル（2018年当時約36億3000万円）で売却し、差額1100万ドルの利益を得たと報道された。報道によれば、ロサンゼルス・ギャラクシー退団後ロンドンで過ごすことが多くなった上、ベッカムはマイアミで新たにインテル・マイアミCFを立ち上げ、マイアミを頻繁に訪れるようになったため、一家はマイアミ・ビーチのフィッシャー・アイランドで新居を探しているという。